# Discographie de Killerpilze
La discographie de Killerpilze, groupe allemand de rock, est composée de six albums studio, un album live et deux DVDs.

## Albums studio
| Année | Album                    | Charts | Charts |     |     |
| Année | Album                    | ALL    | AUT    | FRA | SUI |
| 2006  | Invasion der Killerpilze | 7      | 2      | 62  | 47  |
| 2007  | Mit Pauken und Raketen   | 14     | 15     | 53  | 58  |
| 2010  | Lautonom                 | 79     | —      | —   | —   |
| 2011  | Ein Bisschen Zeitgeist   | 89     | —      | —   | —   |
| 2013  | Grell                    | —      | —      | —   | —   |
| 2017  | High                     | 82     | —      | —   | —   |
| 2019  | Nichts is für immer...   | 81     | —      | —   | —   |

## Singles
| Année | Single                  | Meilleure position   | Meilleure position     | Meilleure position | Album                    |
| Année | Single                  | Drapeau de la Suisse | Drapeau de l'Allemagne | AUT                | Album                    |
| ----- | ----------------------- | -------------------- | ---------------------- | ------------------ | ------------------------ |
| 2006  | Richtig scheiße         | 62                   | 17                     | 10                 | Invasion der Killerpilze |
| 2006  | Springt hoch            | 40                   | 35                     | 27                 | Invasion der Killerpilze |
| 2006  | Ich kann auch ohne dich | 34                   | 30                     | 13                 | Invasion der Killerpilze |
| 2007  | Liebmichassmich         | 83                   | 19                     | 32                 | Mit Pauken und Raketen   |
| 2007  | Ich brauche nichts      | —                    | 66                     | —                  | Mit Pauken und Raketen   |
| 2007  | Letzte Minute           | —                    | 72                     | —                  | Mit Pauken und Raketen   |
| 2008  | Verrockt                | —                    | 84                     | —                  | Non-album single         |
| 2010  | Drei                    | —                    | 72                     | —                  | Lautonom                 |
| 2010  | Am Meer                 | —                    | —                      | —                  | Lautonom                 |
| 2010  | Plastik                 | —                    | —                      | —                  | Lautonom                 |
| 2011  | Komm Komm.Com           | —                    | —                      | —                  | Ein Bisschen Zeitgeist   |
| 2011  | Jubel und Staub         | —                    | —                      | —                  | Ein Bisschen Zeitgeist   |